# Василий Тредиаковский в художественной литературе и публицистике
После кончины в 1769 году В. К. Тредиаковский, несмотря на негативное отношение современников, не был забыт. По выражению Г. Елизаветиной, «он стал олицетворением XVIII века, но не лучших черт, а скорее тех сторон эпохи, которые следовало преодолеть». При этом в культурной традиции второй половины XVIII и всего XIX века личность Тредиаковского была в значительной степени отделена от его творчества. Это последнее было безоговорочно отнесено к «литературным памятникам», издавалось и переиздавалось, вошло в общегуманитарное образование и было обязательным элементом домашних библиотек, в том числе государственных деятелей масштаба Шувалова и Потёмкина. Его личность, творчество и теоретические воззрения на русскую литературу получили широкое освещение в художественной литературе и публицистике, которое существенно менялось вплоть до самого конца XX века.

## XVIII век
Незадолго до кончины В. Тредиаковский выпустил в свет эпическую поэму «Телемахида» (1766), сразу же ставшую объектом насмешек и нападок при почти полном молчании ведущих тогдашних литераторов. Главным критиком «Телемахиды» выступила лично Екатерина II. Во «Всякой всячине» (1769) — журнале, фактическим редактором которого была императрица, — стихи «Телемахиды» рекомендовались как средство от бессонницы. В шуточных правилах Эрмитажа, составленных лично Екатериной, за проступок (по другим сведениям: за употреблённое в разговоре иностранное слово) полагалось в виде наказания выучить наизусть шесть стихов «Телемахиды». Из младших современников в защиту Тредиаковского выступили оппозиционеры — Н. Новиков (в издаваемом им журнале «Трутень» и «Опыте исторического словаря российских писателей») и А. Н. Радищев. Последний посвятил Тредиаковскому статью «Памятник дактилохореическому витязю» (1801), в которой одновременно спародировал высокопарность эпоса Василия Кирилловича, но и описал стихами «Телемахиды» собственный жизненный путь.

## XIX век
В основе отрицательных представлений о Тредиаковском-человеке лежала легенда о встрече юного Василия и царя-реформатора Петра в Астрахани. Ключевые слова этой легенды — «вечный труженик» — воспроизводились в разной форме Н. И. Новиковым, А. Н. Радищевым, А. С. Пушкиным и В. И. Далем и в канонической форме вошли в словарь Бантыш-Каменского. Квинтэссенцией негативного отношения к Тредиаковскому стал его образ в романе «Ледяной дом» Ивана Лажечникова, вышедшего в свет в 1835 году. Роман стал чрезвычайно популярным, и его персонажи воспринимались как исторически достоверные. В изображении Лажечникова Тредиаковский представал педантом, лишённым вдохновения и обуреваемым чрезмерным корыстолюбием; ничтожной бездарностью, имевшей о себе слишком высокое мнение. В главе VI содержится ключевой эпизод для характеристики Тредиаковского, в котором слова Петра I переданы следующим образом: «О! этот малой труженик: он мастером никогда не будет». Поскольку Лажечникову не были известны подробности избиения Тредиаковского перед шутовской свадьбой (эти материалы были опубликованы в 1842—1845 годах), данного эпизода нет в романе; романный Тредиаковский из трусости и ради денег готов на любые низости. В первом издании 1835 года был эпизод, в котором Тредиаковский попирал ногами отрубленную голову своего бывшего благодетеля Волынского, но в последующих переизданиях автор изъял его.
Издание романа вызвало определённое движение в защиту Тредиаковского, в котором участвовал и А. С. Пушкин, который написал Лажечникову частное письмо, а затем поместил в своём фельетоне «Путешествие из Москвы в Петербург» (главка «Ломоносов») недвусмысленное суждение:

«Тредьяковский был, конечно, почтенный и порядочный человек. Его филологические и грамматические изыскания очень замечательны. Он имел о русском стихосложении обширнейшее понятие, нежели Ломоносов и Сумароков. Любовь его к Фенелонову эпосу делает ему честь, а мысль перевести его стихами и самый выбор стиха доказывают необыкновенное чувство изящного. В „Телемахиде“ находится много хороших стихов и счастливых оборотов. <…> Вообще, изучение Тредьяковского приносит более пользы, нежели изучение прочих наших старых писателей. Сумароков и Херасков верно не стоят Тредьяковского…».
Такая реакция вызывала удивление Лажечникова, и в своих мемуарах, созданных спустя двадцать лет, он поместил отдельное рассуждение, следовало ли ему заниматься Тредиаковским. Он заявил, что для установления справедливости надо дать «полный исторический и эстетический разбор всех сочинений» Тредиаковского или «дать покой костям Василия Кирилловича», но ни того, ни другого сделано в то время не было.
В публицистике шестидесятников XIX века принципиально отношение к Тредиаковскому не менялось, однако несколько сместились акценты. Например, Н. А. Добролюбов в определённой степени Тредиаковскому сочувствовал. По мнению Г. Елизаветиной, Добролюбов заложил основу современных представлений о месте Тредиаковского в русской культуре — «труженик, в своих научных представлениях порой опережавший время, непонятый людьми и преследуемый роком: рукописи горят и ему приходится восстанавливать их, каким бы большим их объём ни был». В статье «О степени участия народности
в развитии русской литературы» Добролюбов рассуждал о роли меценатов и в этом контексте ссылался на статус шута, который прочно закрепился за Тредиаковским в те времена. «Пресмыкание» Василия Кирилловича перед знатью (в чём ему противопоставлялся Ломоносов), по мнению Н. Добролюбова, «можно простить — в силу ничтожности человека». Ведь Тредиаковского «можно было высечь за непоставку к сроку оды на маскарад: это уж был человек убитый…».
А. И. Герцен использовал образы времени Тредиаковского для критики своей современности. Тредиаковский воспринимался как фигура по-своему активная, «полный представитель императорски-казенного образования», и подавался Александром Ивановичем как предшественник М. Н. Каткова.

«Всё скверное в русской натуре, всё, искажённое рабством и помещичеством, служебной дерзостью и бесправием, палкой и шпионством, — всё всплыло наружу, совмещая в себе в каком-то чудовищном соединении Аракчеева и Пугачёва, крепостника, подьячего, капитан-исправника, голь кабацкую, Хлестакова, Тредьяковского и Салтычиху…».
Д. И. Писарев вернулся к легенде о «труженике» и даже заявил в полемическом порыве, что Петр I, «назвав так Тредьяковского, на веки вечные опошлил это прекрасное слово». Однако именно Д. Писарев правомерно поставил вопрос, следует ли молодому поколению обращаться к литературному наследию XVIII века, в присущей ему манере вопрошая: «хлам это или не хлам?» Ответ на это давался уклончивый, — хотя время Сумарокова, Хераскова, Кострова и Тредиаковского осталось далеко позади, «…что же вы, в самом деле, будете за человек, если не будете знать истории нашей великой и прекрасной литературы?».
Несмотря на публикацию новых материалов о жизни и эпохе Тредиаковского и первой его подробной биографии, составленной П. Пекарским и опубликованной во втором томе «Истории Императорской Академии наук» (1873), отношение к Тредиаковскому не менялось. В 1883 году был опубликован роман-хроника «Бирон и Волынский» Петра Полежаева, который, хотя и был основан на исторических источниках и противопоставлялся автором и критикой «Ледяному дому», по-прежнему трактовал образ Тредиаковского как придворного шута, жалкого подобострастного «дурака».

## XX век
Ситуация радикально поменялась после выхода в свет сборников избранных произведений Тредиаковского в 1935 и 1963 годах. По оценке Н. Ю. Алексеевой, «Тредиаковский XX в. — это Тредиаковский обоих сборников „Библиотеки поэта“: поэт 1730-х гг., реформатор стиха и уже в этой связи филолог». В результате вновь возник интерес современных литераторов к его наследию, что требовало и художественного отображения. В 1966 году был создан стихотворный цикл Вадима Шефнера «Василию Тредиаковскому посвящается». В его состав вошло 10 стихотворений, опубликованных в 1967 году в составе авторской книги «Своды». По словам В. Б. Семёнова, в этом цикле «стремление к истинности и строгой историчности обусловило отказ поэта от штампов массового сознания». Главным смыслом, объединяющим стихотворения цикла, является непреходящая связь времён, при которой современный мир пронизан минувшим. По словам Е. Кононко, Тредиаковский в стихах Вадима Шефнера, при всех печальных подробностях его биографии, не столько жалок, сколько печален и глубоко человечен, поскольку в нём живут тревоги и радости истинного творца, который как бы впервые видит мир и стремится открыть его другим.
В «Литературной газете» в 1967 году В. Шефнер опубликовал свои заметки о творчестве Тредиаковского. Между прочим, он писал:

Мы сейчас живём во дворце русской поэзии… При Тредиаковском не было этого дворца. Не было ни крыши, ни стен, ни даже фундамента. Была неосвоенная стройплощадка, на которой Тредиаковский, в бедности и унижении, с накладками, ошибками, упущениями, но и с каторжным упорством и трудолюбием, рыл котлован для будущего фундамента. Тредиаковский — поэт нулевого цикла. Кто как, а поэты должны чтить его память.— Литературная газета, 1967, 12 апреля, с. 6
К жизни Тредиаковского обращался и Юрий Нагибин, написавший рассказы «Беглец» (1978) и «Остров любви» (1975). Первый касался событий астраханской жизни Василия Кирилловича, его женитьбы и бегства в Москву и Париж; второй — петербургского унижения писателя. Ю. Нагибин представил Тредиаковского как талантливого и цельного человека, находящегося в непрестанном поиске, считающего себя столпом отечественной науки и словесности. Похожую позицию в те же годы продемонстрировал Валентин Пикуль в романе «Слово и дело», рецензию на отражение темы Тредиаковского в этом романе опубликовал в 1976 году Ю. Андреев. Личности Василия Кирилловича посвящена одна из пикулевских миниатюр — «„Императрикс“ — слово звериное».
В 1996 году был опубликован биографический исторический роман Петра Алешковского «Арлекин». Сокращённый вариант увидел свет ещё в 1993—1994 годах в журнале «Согласие». П. Алешковский показал Тредиаковского как живого, поэтически одарённого человека XVIII столетия, трагически непонятого современниками. Ключом к воссозданию художественного образа Тредиаковского стала музыка, занимавшая значительное место в его раннем творчестве; вместе с тем писатель особо оговаривал своё право на художественный вымысел, который только отталкивается от документов.

## Комментарии
1. ↑  «Всем известны слова Петра Великого, когда представили ему двенадцатилетнего школьника, Василья Тредьяковского: вечный труженик! Какой взгляд! какая точность в определении! В самом деле, что был Тредьяковский, как не вечный труженик?»[9]